# Douy
Douy és un municipi francès, situat al departament de l'Eure i Loir i a la regió de Centre – Vall del Loira. L'any 2007 tenia 477 habitants.

## Demografia

### Població
El 2007 la població de fet de Douy era de 477 persones. Hi havia 199 famílies, de les quals 42 eren unipersonals (21 homes vivint sols i 21 dones vivint soles), 91 parelles sense fills i 66 parelles amb fills.
La població ha evolucionat segons el següent gràfic:
Habitants censats

### Habitatges
El 2007 hi havia 244 habitatges, 204 eren l'habitatge principal de la família, 30 eren segones residències i 11 estaven desocupats. Tots els 241 habitatges eren cases. Dels 204 habitatges principals, 183 estaven ocupats pels seus propietaris, 17 estaven llogats i ocupats pels llogaters i 4 estaven cedits a títol gratuït; 1 tenia una cambra, 10 en tenien dues, 38 en tenien tres, 64 en tenien quatre i 90 en tenien cinc o més. 183 habitatges disposaven pel capbaix d'una plaça de pàrquing. A 72 habitatges hi havia un automòbil i a 117 n'hi havia dos o més.

### Piràmide de població
La piràmide de població per edats i sexe el 2009 era:
| Homes | Edats   | Dones |
| ----- | ------- | ----- |
| 0     | 95 o +  | 0     |
| 0     | 90 a 94 | 0     |
| 0     | 85 a 89 | 8     |
| 0     | 80 a 84 | 0     |
| 16    | 75 a 79 | 20    |
| 16    | 70 a 74 | 8     |
| 8     | 65 a 69 | 24    |
| 8     | 60 a 64 | 4     |
| 12    | 55 a 59 | 16    |
| 8     | 50 a 54 | 8     |
| 24    | 45 a 49 | 28    |
| 16    | 40 a 44 | 4     |
| 16    | 35 a 39 | 28    |
| 20    | 30 a 34 | 12    |
| 0     | 25 a 29 | 4     |
| 20    | 20 a 24 | 4     |
| 20    | 15 a 19 | 12    |
| 8     | 10 a 14 | 16    |
| 12    | 5 a 9   | 20    |
| 8     | 0 a 4   | 12    |

## Economia
El 2007 la població en edat de treballar era de 307 persones, 227 eren actives i 80 eren inactives. De les 227 persones actives 211 estaven ocupades (117 homes i 94 dones) i 16 estaven aturades (8 homes i 8 dones). De les 80 persones inactives 38 estaven jubilades, 19 estaven estudiant i 23 estaven classificades com a «altres inactius».

### Ingressos
El 2009 a Douy hi havia 202 unitats fiscals que integraven 505 persones, la mediana anual d'ingressos fiscals per persona era de 18.837 €.

### Activitats econòmiques
Dels 7 establiments que hi havia el 2007, 1 era d'una empresa extractiva, 2 d'empreses de construcció, 1 d'una empresa d'hostatgeria i restauració i 3 d'empreses de serveis.
Dels 2 establiments de servei als particulars que hi havia el 2009, 1 era un guixaire pintor i 1 restaurant.
L'any 2000 a Douy hi havia 4 explotacions agrícoles.

## Equipaments sanitaris i escolars
El 2009 hi havia una escola elemental integrada dins d'un grup escolar amb les comunes properes formant una escola dispersa.

## Poblacions més properes
El següent diagrama mostra les poblacions més properes.